# Global Kryner
Global Kryner fue un sexteto austriaco de música folk. Este grupo es conocido por haber ganado numerosos premios en Alemania y en Austria, y representar a Austria en el Festival de la Canción de Eurovisión 2005 en Kiev.

## Inicios
Global Kryner fue creado en 2002 por Christof Spork, el que fue desde 1991 hasta 2005 clarinetista, letrista y cantante del grupo Die Landstreich. Su primer compañero fue Sebastian Fuchsberger; trombonista, tenor, cantante de yodel, arreglista y compositor de Mnozil Brass desde 1992 hasta 2004. Más tarde se unieron la cantante Anna Hauf, el acordeonista Wolfgang Peer, el trompetista Wolfgang Sohm (antiguo compañero de Fuchsberger en Mnozil Brass) y el guitarrista Hardy Kamm (miembro de Christina Stürmer). Con esta primera formación, actuaron (todavía bajo el nombre de "over.kryner") el 4 de mayo de 2002 en Scheibbs, con motivo de los festivales de música folclórica de la Baja Austria AufhOHRchen.
En 2003 se producen algunos cambios en la formación: entra Anton Sauprügl (marzo) en el acordeón, Edi Köhldorfer (octubre) en la guitarra y como cantantes Jacqueline Patricio da Luz (de verano a noviembre) y Anne Marie Höller (desde noviembre). Finalmente entra en febrero de 2004 Karl Rossmann (trompeta) y realizan la publicación del primer disco, de nombre homónimo, en abril del mismo año. Este disco recibió en Austria la certificación de disco de oro y estuvo más de 40 semanas en la lista de ventas de dicho país. Tras la publicación de este disco se produce un nuevo cambio en la formación: sale Anne Höller como cantante y entra Sabine Stieger, desde noviembre de 2004 y hasta la actualidad.

## Festival de la Canción de Eurovisión 2005
Global Kryner fue la primera banda austriaca en interpretar en la semifinal del Festival de la Canción de Eurovisión, abriendo el espectáculo, pero no recibieron suficientes votos para pasar a la final, terminando en 21.er lugar de entre 24 países. Debido a los malos resultados de la banda, el radiodifusor austriaco nacional (ORF) anunció su salida del Festival de la Canción de Eurovisión, haciendo un comunicado en donde lo describían como "una competencia absurda en la que la tradición musical austriaca no significa nada". Sin embargo, después del descanso de un año, Austria regresó al concurso en el 2007.

## Discografía
- Global Kryner, abril de 2004.
- Krynology, mayo de 2005.
- Weg, enero de 2007.
- Live in Luxembourg, noviembre de 2008.
- Global Kryner versus The Rounder Girls, noviembre de 2009.